# Melvin Jostmann
Melvin Jostmann (* 12. Juli 2000 in Elsen) ist ein deutscher Basketballspieler. Der 2,03 Meter lange Flügelspieler zählt zum Aufgebot der Telekom Baskets Bonn.

## Laufbahn
Jostmann spielte in der Jugend zunächst für die TuRa Elsen und wechselte dann in den Nachwuchs der Paderborn Baskets. Zur Saison 2017/18 wurde er ins Aufgebot der Ostwestfalen für die 2. Bundesliga ProA aufgenommen. Ende Oktober 2017 gab er im Spiel gegen den SC Rasta Vechta seinen Einstand in der zweiten Liga. Im Dezember desselben Jahres wurde er zu einem Lehrgang der U18-Nationalmannschaft berufen.
Im Sommer 2018 wechselte Jostmann zu Science City Jena. In seiner Premierensaison kam Jostmann auf vier Einsätze im Erstligateam. Des Weiteren erreichte er mit der Mannschaft der Nachwuchs-Basketball-Bundesliga das Viertelfinale der Play-offs, wo man dem FC Bayern München unterlag, und sicherte mit der zweiten Mannschaft in der Basketball-Regionalliga Südost den Klassenerhalt.
Im Mai 2021 wurde Jostmann als Neuzugang der Bayer Giants Leverkusen vorgestellt, er erhielt von den Rheinländern einen Zweijahresvertrag. Nach dem Zweitligaabstieg mit Leverkusen im Jahr 2023 verließ er die Mannschaft und blieb dank seines Wechsels zu PS Karlsruhe in der Liga. Jostmann gewann 2024 mit Karlsruhe die Zweitligameisterschaft, der Aufstieg in die Bundesliga blieb jedoch aus, da dem Verein das Teilnahmerecht nicht erteilt wurde.
Im Sommer 2025 wechselte er zum Bundesligisten Telekom Baskets Bonn.